# Uwe Grodd
Uwe-Alexander Grodd (Stuttgart, 29 novembre 1958) est un chef d'orchestre et flûtiste allemand. Il est professeur de musique à l'Université d'Auckland en Nouvelle-Zélande et depuis 1989, directeur musical de l’Orchestre de l'université.

## Carrière
Uwe-Alexander Grodd, naît à Stuttgart. Il étudie la linguistique et la psychologie à l'Université Johannes Gutenberg de Mayence, avant de se consacrer à la direction d'orchestre auprès de Manfred Schreier à Ludwigsburg. En outre, il étudie la flûte avec Werner Peschke. Après avoir obtenu son diplôme, Grodd se consacre à la musique et est influencé par le maestro Sergiu Celibidache et le flûtiste et compositeur Robert Aitken. Il participe à des classes de maître internationales à Lugano et Zlín et à des concours de direction d'orchestre. Grâce à une bourse d'études supérieures, Grodd peut poursuivre sa formation au Banff Centre en Alberta, Canada
Ensuite Grodd voyage dans plusieurs pays en tant que musicien et en 1986, lors de la visite de la reine Elisabeth II, il se produit devant près de 250 000 spectateurs au concert Symphony Under the Stars en nouvelle-Zélande, où il s'est installé plus tard. Ont suivi également des apparitions à la télévision en Allemagne, Italie, Roumanie, Tahiti et en Nouvelle-Zélande. Pour la radio de Nouvelle-Zélande, Grodd enregistre plus de 60 programmes et reçoit le prix 1995 du radiodiffuseur. Grodd s'engage en Nouvelle-Zélande dans le domaine de la musique d'orchestre et prend la direction musicale de la société choral d'Auckland, de l'orchestre de chambre Nelson de la radio, l'Orchestre de l'école d'été du Aotea Centre d'Auckland et de l'orchestre de chambre Saint-Matthieu. En outre, il est actif en tant que chef et flûtiste, invité d'autres orchestres, dont le Philharmonique d'Auckland et la Christchurch Symphony. En janvier 1998, il travaille en tant que directeur artistique du festival international de musique de chambre, qui a lieu chaque année à l'hôtel de ville d'Auckland et au théâtre municipal Napier
Dès 1999, il publie des enregistrements d'œuvres de Carl Ditters von Dittersdorf, effectués avec l'Orchestre Failoni. Il grave des symphonies d'Ignaz Pleyel que le magazine BBC Music présente dans la sélection des disques au Top 60 Discs of 2000. En 2000, lors du Cannes Classical Award, il remporte le Best Eighteenth Century Orchestral Recording Classical Award pour son enregistrement des symphonies de Jean-Baptiste Vanhal.
En 2003, il est invité pour la première fois en tant que chef d'orchestre, au festival Haendel de Halle. Uwe Grodd est professeur de musique à l'Université d'Auckland où il travaille entre autres, à l'enregistrement de l'intégrale des œuvres de Ferdinand Ries.

## Discographie (sélection)
- Dittersdorf, Symphonies - Failoni Orchestra (1998, Naxos) (OCLC 890531077)
- Vanhal, Symphonies, Bryan A9, C3, C11, D17,  -  Nicolaus Esterházy Sinfonia (25-28 février 1998, Naxos) (OCLC 45955701)
- Pleyel, Symphonies, Ben 121, 138 et 158 - Capella Istropolitana (1-4 juin 1999, Naxos) (OCLC 946789301)
- Vanhal, Missa pastoralis ; Missa solemnis - Mary Enid Haines, soprano ; Nina Scott Stoddart, mezzo-soprano ; Colin Ainsworth, ténor ; Steven Pitkanen, baryton ; Aradia Ensemble (30 juillet-1er août 2000, Naxos) (OCLC 47652275)
- Kraus, Concerto pour violon ; ouverture d’Olympie ; ballet Azire - Takako Nishizaki, violon ; New Zealand Syphony Orchestra (2007, Naxos 8.570 334) (OCLC 946792633)
- Hummel, Œuvres pour piano et orchestre – Gavle Symphony Orchestra ; Christopher Hinterhuber, piano (2007, Naxos 8.557845)
- Ries, Concertos pour piano, op. 123 et 151, vol. 1 – New Zealand Symphony Orchestra ; Christopher Hinterhuber, piano (1-3 février 2005, Naxos 8.557638) (OCLC 62867992)
- Ries, Concertos pour piano, op. 55 ; Introduction and polonaise, op. 174, vol.2 – Gavle Symphony Orchestra ; Christopher Hinterhuber, piano (10-13 janvier 2006, Naxos 8.557844) (OCLC 973638500)
- Ries, Concertos pour piano, op. 115 et 120, vol.4 – Bournemouth Symphony Orchestra, Christopher Hinterhuber, piano (2-3 juin 2008, Naxos 8.572088) (OCLC 666288429)
- Ries, Concertos pour piano, op. 132 ; Grand variations on Rule Britannia, op. 116 ; Introduction et variations brillantes, op. 170, vol.3 – Royal Liverpool Philharmonic Orchestra ; Christopher Hinterhuber, piano (9-10 janvier 2007, Naxos 8.570440) (OCLC 310403067)
- Ries, Concertos pour piano, op. 42 et 177, vol.5 – New Zealand Symphony Orchestra ; Christopher Hinterhuber, piano (12-14 septembre 2011, Naxos 8.572742) (OCLC 817609432)
- Haydn, Trio pour flûte, violoncelle et piano Hob. XV:15-17 – avec Martin Rummel, violoncelle ; Christopher Hinterhuber, piano Naxos 8.572667 (2011)